# زمین‌لرزه ۲۰۱۱ سنت لوسیا
زمین‌لرزه سنت لوسیا  در تاریخ ۷ اوت ۲۰۱۱ میلادی، برابر با ‎۱۶ مرداد ۱۳۹۰، در سنت لوسیا ، منطقه کاستریس رخ داد. بزرگی آن ۵٫۳ در مقیاس ریشتر بدست آمده‌است.